# تریاک (صربستان)
تریاک (به صربی: Trejak) یک منطقهٔ مسکونی در صربستان است که در بوجانوواچ واقع شده‌است. تریاک ۲۵۵ نفر جمعیت دارد.